# Jean-Baptiste Singelée
Jean-Baptiste Singelée (Brussel, 25 september 1812 – Oostende, 29 september 1875) was een Belgisch violist, dirigent en componist.
Hij was zoon van musicus Jean-Henri Singelée en Marie Catherine Josephe Delrée.  Broer Charles (1809-1867) was begenadigd violist. Hijzelf was getrouwd met Henriette Cécile Lilmant en Emilie Mintart. (Adoptie)dochter Louise (1844-1886) was violist en operazangeres onder de naam Louise Singelli, opgeleid aan het conservatorium van Brussel en trad op in Parijs (Opéra Comique) en Londen; ze stond bekend als wonderkind, want trad al op toen ze zeven jaar oud was. Jean-Baptiste was aangesloten bij Les Amis Philanthropes nº 1.
Hij was in eerste instantie leerling van zijn vader en broer Charles. Vervolgens ging hij studeren bij Nicolas-Lambert Wery aan het Ecole royale de musique, maar ook bij Pierre Baillot in Parijs, alwaar hijzelf ook les zou geven. Daar speelde hij enige tijd aan het Theatre Nautique en Opéra-Comique. Eenmaal terug in België was hij tussen 1839 en 1855 eerste violist bij het orkest van de Koninklijke Muntschouwburg en vanaf 1849 ook van het Orchestre de Vaudeville. Ondertussen bleef hij optreden als solist. Hij werd in de loop der jaren tevens dirigent in steden als Marseille, Gent (1858-1868), Antwerpen en weer Muntschouwburg (1869-1872) De laatste jaren combineerde hij dat met het dirigeren van het orkest in de Casino-Kursaal Oostende.
Hij schreef meer dan 140 werken, maar het merendeel daarvan waren fantasieën op bestaande composities van derden. Hij was bevriend met Adolphe Sax ontwerper van de saxofoon. Of dit tot resultaat had dat Singelée enigszins bekend staat als een van de eerste componisten die ook klassieke muziek schreef voor dat instrument is onbekend. Hij schreef bijvoorbeeld een saxofoonkwartet (Premier quatuor opus 53) in 1857, toen het instrument nauwelijks bekendheid had.
Enkele werken:
- Saxofoonkwartet nr. 1 (opus 53)
- Duo concertante voor sopraansaxofoon, altsaxofoon en piano (opus 56)
- Fantaisie pastorale voor sopraansaxofoon en piano (opus 56)
- Concert voor tenorsaxofoon en piano (opus 57)
- Concertino voor altsaxofoon en piano (opus 78)
- Solo de Concert voor altsaxofoon en piano (opus 83)
- Fantaisie brillante voor altsaxofoon en piano (opus 87)
- Septième solo de concert (opus 93)
- Balletmuziek voor Arsene ou La baguette magique (1845)